# Ресурсный подход
Ресурсный подход (англ. Resource-based view) — это подход к стратегическому анализу деятельности организации, в рамках которого уделяется большое внимание специфичным для организации ресурсам и компетенциям в контексте её конкурентного окружения. Ресурсный подход был опубликован в статье Джея Барни «Ресурсы компании и устойчивое конкурентное преимущество» и стал впоследствии новым этапом в развитии конкурентного анализа. Одной из сильных сторон ресурсного подхода является возможность с помощью него объяснить в доступных терминах причины успеха компаний, применение компетентностного подхода на практике и разработку конкурентных стратегий развития организации.

## Ресурсы организаций
Ресурсный подход рассматривает компанию в качестве набора материальных и нематериальных ресурсов. В контексте данной теории «к ресурсам относят активы компании, способности, организационные процессы, отличительные характеристики компании, знания и другие элементы» в распоряжении компании, которые позволяют ей разрабатывать и реализовывать конкурентную стратегию. Можно выделить несколько групп ресурсов организации: материальные ресурсы, человеческие ресурсы и организационные ресурсы. Материальные ресурсы включают технологии, помещения и оборудование, географическое положение и доступ к сырью. Человеческие ресурсы — обучение сотрудников, их опыт, знания, взаимоотношения и компетенции отдельных менеджеров и работников компании. Организационные ресурсы — системы отчетности, планирования, контроля, а также неформальные связи внутри организации. Безусловно, не все ресурсы, имеющиеся в компании, могут быть отнесены к стратегически-важным. Некоторые ресурсы, в контексте стратегического планирования, не представляют интереса, другие же могут ввести руководство компании в заблуждение и привести к реализации стратегии, невыгодной для компании. Задача компании, таким образом, заключается в выделении наиболее важных ключевых ресурсов, которые станут источником устойчивого конкурентного преимущества компании. 

## Конкурентное преимущество
Компания имеет конкурентное преимущество, когда она «реализует создающую для покупателей ценность стратегию, которую при этом не использует ни один из её конкурентов на данном рынке». Устойчивым конкурентное преимущество называется в том случае, когда «ни один из её настоящих или потенциальных конкурентов при использовании той же стратегии не сможет получить сопоставимый выигрыш от реализуемой стратегии». В данном подходе устойчивость означает долгосрочную сохранность от копирования конкурентами. Ресурсный подход, однако, допускает, что со временем (в ходе структурных изменений отрасли) источники конкурентного преимущества могут потерять свою актуальность и выйти из разряда стратегически-важных.